# Liberia na Mistrzostwach Świata w Lekkoatletyce 2015
Liberia na Mistrzostwach Świata w Lekkoatletyce 2015 – reprezentacja Liberii podczas Mistrzostw Świata w Pekinie liczyła 1 zawodnika, który nie zdobył medalu.

## Występy reprezentantów Liberii
| Konkurencja                         | Zawodnik       | Runda 1  | Runda 1 | Półfinał | Półfinał | Finał    | Finał   |
| Konkurencja                         | Zawodnik       | Rezultat | Pozycja | Rezultat | Pozycja  | Rezultat | Pozycja |
| ----------------------------------- | -------------- | -------- | ------- | -------- | -------- | -------- | ------- |
| Bieg na 110 m przez płotki mężczyzn | Welington Zaza | 14,56    | 36.     | NQ       | NQ       | NQ       | NQ      |